# Riksgymnasium
Ett riksgymnasium är en gymnasieskola med utbildningar man kan söka, oavsett var i landet man bor. Det finns många riksgymnasier för exempelvis olika idrotter och musik. Det finns även riksgymnasier som riktar sig till elever med funktionsnedsättning. I Örebro finns Riksgymnasiet för döva och hörselskadade. På Riksgymnasiet i Örebro går även elever med kombinerad syn- och hörselnedsättning och grav/generell språkstörning. Riksgymnasier för elever med svåra rörelsehinder (Rg/Rh) finns i Göteborg, Kristianstad, Stockholm och Umeå.